# 奧克利冰川
73°42′S 166°08′E / 73.700°S 166.133°E
奧克利冰川是南極洲的冰川，位於維多利亞地的博克格雷溫克海岸，處於登山家山脈地區，流經凱西山，最終注入紐恩斯夫人灣的破冰船冰川。